# Косци (Лопаре)
Косци су насељено мјесто у општини Лопаре, Република Српска, БиХ. Према попису становништва из 2013. насеље више нема становника.

## Историја
Прије рата, насеље се у потпуности налазило у саставу предратне општине Тузла. Послије потписивања Дејтонског споразума, дио његове територије улази у састав Републике Српске.

## Становништво
Према званичним пописима, Косци су имали сљедећи етнички састав становништва:
| Националност       | 1991.        | 1981.        | 1971.        | 1961.        |
| Хрвати             | 133 (82,61%) | 221 (93,25%) | 299 (100,0%) | 215 (97,73%) |
| остали и непознати | 21 (13,04%)  | 14 (5,907%)  | 0            | 0            |
| Југословени        | 7 (4,348%)   | 1 (0,422%)   | 0            | 0            |
| Срби               | 0            | 1 (0,422%)   | 0            | 3 (1,364%)   |
| Муслимани          | 0            | 0            | 0            | 2 (0,909%)   |
| Укупно             | 161          | 237          | 299          | 215          |

| Демографија | Демографија | Демографија |
| Година      | Становника  | Становника  |
| ----------- | ----------- | ----------- |
| 1961.       | 215         |             |
| 1971.       | 299         |             |
| 1981.       | 237         |             |
| 1991.       | 161         |             |
| 2013.       | 0           |             |